# Łunowo (Płoskinia)
Łunowo (deutsch Lunau) war ein Weiler im ehemaligen ostpreußischen Kreis Braunsberg. Die Ortsstelle der heutigen Wüstung gehört jetzt zur polnischen Gmina Płoskinia (Landgemeinde Plaßwich) im Powiat Braniewski in der Woiwodschaft Ermland-Masuren.

## Geographische Lage
Die Ortsstelle von Łunowo resp. Lunau liegt im Nordwesten der Woiwodschaft Ermland-Masuren, neun Kilometer südöstlich der Kreisstadt Braniewo (Braunsberg).

## Geschichte
Erstmals erwähnt wurde der vor 1785 Luhnau genannte Ort 1421 in einer Urkunde, in der der Ermländische Bischof Johannes Abezier den damaligen Besitzer Claus Lunow in Anbetracht der einsamen Ortslage von allem Scharwerkdienst befreite. Der Ort bestand aus zwei mittleren Höfen. Seine Fläche bestand aus neun Hufen, die zu einem Gutshof und einem großen Bauernhof gehörten - beides ehedem von Abgaben befreite Kölmische Güter im Eigentum von Angehörigen eines weitverzweigten Bauerngeschlechtes namens Braun.
Im Jahre 1874 wurde Lunau Teil des neu errichteten Amtsbezirks Schalmey (polnisch Szalmia) im Kreis Braunsberg innerhalb des Regierungsbezirks Königsberg. 52 Einwohner zählte Lunau im Jahre 1910.
Am 17. Oktober 1928 verlor Lunau seine Eigenständigkeit und wurde mit Groß Maulen (polnisch Muły) und Knobloch (Czosnowo) nach Schalmey (Szalmia) eingemeindet.
Im Zuge der Abtretung des gesamten südlichen Ostpreußen 1945 in Kriegsfolge an Polen erhielt Lunau die polnische Namensform „Łunowo“. Der Ort verlor an Bedeutung und wurde nicht mehr offiziell erwähnt. Er gilt heute als untergegangen.
Seine Ortsstelle liegt im Gebiet der Gmina Płoskinia (Plaßwich) im Powiat Braniewski, von 1975 bis 1998 der Woiwodschaft Elbląg, seither der Woiwodschaft Ermland-Masuren zugehörig.

## Religion
Bis 1945 war Lunau in die römisch-katholische Pfarrei Schalmey im damaligen Bistum Ermland eingegliedert. Außerdem gehörte der Ort zur evangelischen Kirche Braunsberg in der Kirchenprovinz Ostpreußen der Kirche der Altpreußischen Union.

## Verkehr
Die so gut wie nicht mehr erkennbare Ortsstelle von Lunau resp. Łunowo liegt abseits vom Verkehrsgeschehen. Eine Landwegverbindung führ von Szalmia aus dorthin.